# Баженов, Роман Иванович
Рома́н Ива́нович Баже́нов (1821 — 1896) — вице-адмирал, начальник Главного гидрографического управления и председатель Морского учёного комитета.

## Послужной список
Родился в семье доктора медицины надворного советника Ивана Прокофьевича Баженова (1791—1872) и его супруги Анны Романовны Кроун (1793—1833, дочери адмирала Р. В. Кроуна.
В 1834 году определён в Александровский кадетский корпус (не окончил). Позднее был переведён в Морской кадетский корпус. Был другом Алексея Боголюбова, художника-мариниста с времён учёбы в Морском корпусе.
В 1839 году окончил Морской корпус с производством 21 декабря в чин мичмана. В кампанию 1842 года на пароходе «Усердный» крейсировал между портами Финского залива. В 1843—1844 годах служил на пароходе «Ижора» в Балтийском море. 26 марта 1844 года произведен в лейтенанты. Кампанию 1845 года в должности флаг-офицера при вице-адмирале А. П. Лазареве на кораблях «Фершампенуаз», «Россия» и «Император Пётр I» крейсировал в Балтийском море и у Дагерорда. В кампанию 1847 года на корабле «Ингерманланд» в должности флаг-офицера при контр-адмирале И. П. Епанчине крейсировал в Немецком море. В том же году награждён орденом Св. Анны III степени. В 1848—1849 годах на кораблях «Император Александр I» и «Гангут» в должности флаг-офицера при вице-адмирале И. П. Епанчине крейсировал у датских берегов. В кампанию 1851 года на 110-пуш. корабле «Император Пётр I» крейсировал в Финском заливе.
26 марта 1852 года назначен помощником смотрителя Кронштадтского морского госпиталя с переименованием в капитаны по адмиралтейству. 19 апреля 1853 года произведен в майоры по адмиралтейству с назначением смотрителем Свеаборгского морского госпиталя. В 1855 года «за отличное мужество и храбрость, оказанные во время бомбардировании Свеаборга 28 и 29 июля англо-французским флотом» награждён орденом Св. Станислава II степени.
4 июля 1856 года переименован в капитан-лейтенанты со старшинством с 19 апреля 1853 года. В 1858—1864 годах командовал винтовой шхуной «Бакан». 1 января 1862 года произведен в капитаны 2-го ранга.
1 января 1865 года произведен в капитаны 1-го ранга с назначением старшим помощником директора маяков и лоций Балтийского моря. В том же году «за беспорочную выслугу 25 лет в офицерских чинах» награждён орденом Св. Владимира IV степени с бантом. В 1866 году награждён орденом Св. Анны II степени. В 1871 году награждён орденом Св. Владимира III степени. 31 марта 1874 года произведен в контр-адмиралы с назначением 8 апреля директором маяков и лоций Балтийского моря. 27 марта 1877 года награждён орденом Св. Станислава I степени. В 1881 году награждён орденом Св. Анны I степени. В 1883 году награждён орденом Св. Владимира II степени. 1 января 1885 года произведен в вице-адмиралы. 1 января 1886 года назначен начальником Главного гидрографического управления и председателем Морского Ученого комитета. 24 апр. 1888 года награждён орденом Белого Орла. 9 мая 1888 года уволен в отставку.

## Семья
Брат, Баженов, Александр Иванович (1820—1897) — вице-адмирал с 1886 года
Сыновья:
- Баженов Николай Романович (р. 20.4.1854)[5] — генерал-майор по адмиралтейству (6.12.1907), капитан 1-го ранга (6.12.1903), начальник морской Учебно-стрелковой команды (с 4.6.1907), командир Кронштадтского флотского полуэкипажа (с 1.10.1908), командир Каспийского флотского экипажа, кавалер ордена Св. Владимира III степени (6.12.1906).
- Баженов Иван Романович — подполковник.